# Космічна місія (фільм)
«Космічна місія» (ісп. Atrapa la Bandera, дослівно «Захоплення прапора») — іспанський комп'ютерно-анімаційний фільм, знятий Енріке Гато. Прем'єра стрічки в Україні відбулась 24 березня 2016 року. Фільм розповідає про незграбного хлопця Майка, який марить космосом.

## У ролях
- Карме Калвелл — Майк
- Мішель Хеннер — Емі Гонзалес
- Дені Ровіра — Річард Карсон
- Хав'єр Балас — Марті Фарр

## Визнання
| Нагороди та номінації фільму «Космічна місія» | Нагороди та номінації фільму «Космічна місія» | Нагороди та номінації фільму «Космічна місія» | Нагороди та номінації фільму «Космічна місія» | Нагороди та номінації фільму «Космічна місія» | Нагороди та номінації фільму «Космічна місія» |
| Рік                                           | Кінопремія / Кінофестиваль                    | Категорія / Нагорода                          | Номінант                                      | Результат                                     |                                               |
| --------------------------------------------- | --------------------------------------------- | --------------------------------------------- | --------------------------------------------- | --------------------------------------------- | --------------------------------------------- |
| 2016                                          | Премія «Гауді»                                | Найкращий анімаційний фільм                   | «Космічна місія»                              | Перемога                                      |                                               |
| 2016                                          | Премія «Гауді»                                | Найкращий звук                                | Оріол Тарраго, Марк Ортс                      | Номінація                                     |                                               |
| 2016                                          | Премія «Гойя»                                 | Найкращий анімаційний фільм                   | «Космічна місія»                              | Перемога                                      |                                               |
| 2016                                          | Премія Хосе Марія Форке                       | Найосвіченіший фільм                          | «Космічна місія»                              | Перемога                                      |                                               |
| 2016                                          | Міжнародна премія кіномузичних критиків       | Найкращий композитор                          | Дієго Наварро                                 | Номінація                                     |                                               |